# Villethierry
Villethierry je francouzská obec v departementu Yonne v regionu Burgundsko-Franche-Comté. V roce 2013 zde žilo 832 obyvatel.

## Poloha
Obec leží u hranic departemetnu Yonne s departementem Seine-et-Marne, tedy i u hranic regionu Burgundsko-Franche-Comté s regionem Île-de-France.Sousední obce jsou: Blennes (Seine-et-Marne), Diant (Seine-et-Marne), Champigny, Chaumont, Lixy, Saint-Agnan a Vallery.

## Vývoj počtu obyvatel
Počet obyvatel